# Smyley-Insel
Die Smyley-Insel (englisch Smyley Island, spanisch Isla Smyley) ist eine eisbedeckte antarktische Insel in der Bellingshausensee zwischen dem Carroll Inlet und dem Stange-Sund. Sie grenzt an das Stange-Schelfeis, einen Teil des George-VI-Schelfeises, und liegt vor der Küste des Ellsworthlandes.

## Geographie
Die Smyley-Insel ist etwa 91 km lang und 69 km breit. Die Insel hat eine geschätzte Fläche von 1685 km², Größenangaben variieren jedoch zwischen 1000 und bis zu 2500 km². Je nach tatsächlicher Größe ist die Smyley-Insel die zehnt- bis zwanzigstgrößte Insel der Antarktis, wahrscheinlich ist etwa der 15. Platz. Von der Form her ähnelt die Smyley-Insel entfernt einem um 150° nach links gedrehten T. Die durchschnittliche Höhe der Insel beträgt 291 m ü. NN.
Die Insel ist komplett von Eis bedeckt und befindet sich größtenteils in einem Schelfeis, weshalb sie von oben nur sehr schwer als Insel zu erkennen ist. Es wurde anfangs vermutet und wird auf vielen Karten immer noch fälschlich so dargestellt, als sei die Smyley-Insel mit dem Ellsworthland, also dem Festland verbunden.
Sie befindet sich in der Nähe der Antarktischen Halbinsel und ist 14 km von der Rydberg-Halbinsel auf dem Festland entfernt, die dem Südwesten der Insel am nächsten liegt. Die nächstgelegene Küste ist die English-Küste, die zum Ellsworthland gehört.
Die 86 km des Ronne Entrance trennen die Smyley-Insel von der nordöstlich gelegenen Alexander-I.-Insel, der größten Insel der Antarktis; die Smyley-Insel liegt an der Südwestseite dieses Meeres. Südlich liegt in etwa 16 km Entfernung die Case-Insel, und im Südosten befindet sich die ähnlich große Spaatz-Insel, 52 km entfernt.
Die Smyley-Insel ist eine der 27 größeren Inseln des Palmerlands. Auf ihr liegen die beiden Kaps Scoresby Head und Kap Marchesi. Der mittlere Teil des nördlichen Küstenabschnittes heißt Trathan-Küste.

## Zugehörigkeit
Die Smyley-Insel ist sowohl Teil des Britischen Antarktis-Territoriums als auch des Chilenischen Antarktisterritoriums und wird von beiden Staaten beansprucht. Beide Gebietsansprüche werden international nicht anerkannt.
Als Teil des Britischen Antarktis-Territoriums ist die Smyley-Insel ein Übersee- und abhängiges Gebiet des Vereinigten Königreichs und wird vom Foreign and Commonwealth Office, dem britischen Außenministerium, verwaltet. Im Vereinigten Königreich heißt die Insel Smyley Island.
Als Teil des Chilenischen Antarktisterritoriums gehört die Smyley-Insel zu der Kommune Antártica, der Provinz Antártica Chilena und schließlich zur Región de Magallanes y de la Antártica Chilena. In Chile wird die Insel Isla Smyley genannt.
Gemäß dem Antarktisvertrag darf die Insel von jedem unter den Gesetzen seines eigenen Landes betreten werden. Sie ist allerdings nicht bebaut. Kein Staat darf allein über dieses Gebiet bestimmen.

## Geschichte und Namensgebung
Zuerst gesehen wurde die Smyley-Insel bei einem der  Flüge des United States Antarctic Program im Dezember 1940, die von 1939 bis 1942 absolviert wurden, hierbei jedoch nicht als Insel identifiziert. Das Kap an der Nordwestspitze der Insel, das nicht im Schelfeis liegt, wurde zuerst Cape Ashley Snow nach Ashley C. Snow genannt. Später benannte man es jedoch um zu Cape Smyley, nach William Horton Smyley (1792–1868), dem Kapitän des Segelschiffes Ohio aus Newport (Rhode Island), das 1841–1842 die Südlichen Shetlandinseln (Deception Island), der Palmer-Archipel und vielleicht auch weiter südlich gelegene Gebiete erforschte. Es kann allerdings nicht automatisch angenommen werden, dass Smyley, der außerdem 1853 US Commercial Agent in the Falkland Islands war, mit seinem Schiff bis südlich der Alexander-I.-Insel kam. Er fand im Februar 1842 das von Henry Foster in der Pendulum Cove auf Deception Island gelassene selbstmessende Thermometer wieder.
Im Jahre 1852 erschien auf einem von Gilman Joslin aus Boston gefertigten Globus zum ersten Mal der Name Smilies Island für eine Formation bei etwa 72° S südlich der Alexander-I.-Insel. Der Globus ist heute in der Academy of Natural Sciences in Philadelphia zu sehen.
Nach Luftbildfotografien in den Jahren 1965 und 1966, bei denen der Umriss der Insel abgezeichnet wurde, wurde der Name Cape Smyley 1968 auf einer Gebietskarte des United States Geological Survey vom US-amerikanischen Advisory Committee on Antarctic Names offiziell für die Insel übernommen, die von da an Smyley Island hieß. Später wurde die Insel vereinzelt fälschlicherweise auch Ashley Snow Island nach dem früheren Namen für Cape Smyley genannt.

## Natur
Einige Kilometer östlich des Scoresby Head, der Nordspitze der Smyley-Insel, gibt es eine Kolonie von Kaiserpinguinen. Die Analyse eines Satellitenfotos, das am 12. November 2009 aufgenommen wurde, ergab, dass sie zu diesem Zeitpunkt aus ungefähr 6000 Tieren bestand. BirdLife International weist deshalb ein 497 Hektar großes Gebiet als Important Bird Area (AQ204) aus.